# Liste de sondages sur l'élection présidentielle française de 2002
Cette page dresse la liste des sondages d'opinions relatifs à l'élection présidentielle française de 2002.

## Sondages concernant le premier tour

### 2002

#### Avril
| Sondeur             | Date              | Arlette Laguiller      | Daniel Gluckstein       | Olivier Besancenot       | Marie-Robert Hue | Lionel Jospin      | Christiane Taubira       | Noël Mamère      | Jean-Pierre Chevènement       | Corinne Lepage         | François Bayrou       | Christine Boutin       | Jacques Chirac       | Alain Madelin      | Jean Saint-Josse        | Jean-Marie Le Pen      | Bruno Mégret       |
| Sondeur             | Date              | Arlette Laguiller (LO) | Daniel Gluckstein (POI) | Olivier Besancenot (LCR) | Robert Hue (PCF) | Lionel Jospin (PS) | Christiane Taubira (PRG) | Noël Mamère (LV) | Jean-Pierre Chevènement (MDC) | Corinne Lepage (Cap21) | François Bayrou (UDF) | Christine Boutin (FRS) | Jacques Chirac (RPR) | Alain Madelin (DL) | Jean Saint-Josse (CPNT) | Jean-Marie Le Pen (FN) | Bruno Mégret (MNR) |
| ------------------- | ----------------- | ---------------------- | ----------------------- | ------------------------ | ---------------- | ------------------ | ------------------------ | ---------------- | ----------------------------- | ---------------------- | --------------------- | ---------------------- | -------------------- | ------------------ | ----------------------- | ---------------------- | ------------------ |
| Sondeur             | Date              |                        |                         |                          |                  |                    |                          |                  |                               |                        |                       |                        |                      |                    |                         |                        |                    |
| Résultats officiels | 21 avril          | 5,72 %                 | 0,47 %                  | 4,25 %                   | 3,37 %           | 16,18 %            | 2,32 %                   | 5,25 %           | 5,33 %                        | 1,88 %                 | 6,84 %                | 1,19 %                 | 19,88 %              | 3,91 %             | 4,23 %                  | 16,86 %                | 2,34 %             |
| BVA                 | 18 avril          | 8 %                    | 0,5 %                   | 3,5 %                    | 5 %              | 18 %               | 2 %                      | 5 %              | 6 %                           | 1 %                    | 6 %                   | 1 %                    | 19 %                 | 5 %                | 4 %                     | 14 %                   | 2 %                |
| Ipsos               | 17 et 18 avril    | 7 %                    | 0,5 %                   | 4 %                      | 5 %              | 18 %               | 1 %                      | 6,5 %            | 6,5 %                         | 1 %                    | 6 %                   | 1 %                    | 20 %                 | 4 %                | 3 %                     | 14 %                   | 2,5 %              |
| Sofres              | 17 et 18 avril    | 6,5 %                  | 0,5 %                   | 4 %                      | 6 %              | 18 %               | 1,5 %                    | 6 %              | 6,5 %                         | 1 %                    | 6 %                   | 1,5 %                  | 19,5 %               | 5 %                | 4 %                     | 12,5 %                 | 1,5 %              |
| CSA                 | 17 et 18 avril    | 7 %                    | 0,5 %                   | 3 %                      | 5 %              | 18 %               | 2,5 %                    | 5 %              | 6,5 %                         | 1,5 %                  | 6 %                   | 1,5 %                  | 19,5 %               | 3,5 %              | 4 %                     | 14 %                   | 2,5 %              |
| Louis Harris        | 16 et 17 avril    | 8 %                    | 0 %                     | 2 %                      | 5 %              | 18 %               | 1 %                      | 7 %              | 6 %                           | 1 %                    | 7 %                   | 2 %                    | 20 %                 | 5 %                | 3 %                     | 13 %                   | 2 %                |
| Ipsos               | 15 et 16 avril    | 7 %                    | 0,5 %                   | 2,5 %                    | 5,5 %            | 18 %               | 1,5 %                    | 6,5 %            | 6 %                           | 1 %                    | 5 %                   | 1 %                    | 22 %                 | 4 %                | 3,5 %                   | 13 %                   | 3 %                |
| Sofres              | du 13 au 15 avril | 8 %                    | 0,5 %                   | 2,5 %                    | 6 %              | 18 %               | 1 %                      | 5 %              | 6 %                           | 1,5 %                  | 6 %                   | 1,5 %                  | 20 %                 | 5 %                | 3,5 %                   | 13 %                   | 2,5 %              |
| Ifop                | 12 et 13 avril    | 7 %                    | 0,5 %                   | 4 %                      | 5,5 %            | 16,5 %             | 1,5 %                    | 6,5 %            | 8,5 %                         | 2 %                    | 6,5 %                 | 0,5 %                  | 20 %                 | 3,5 %              | 4 %                     | 10,5 %                 | 3 %                |
| BVA                 | du 10 au 13 avril | 9 %                    | 0,5 %                   | 2 %                      | 5 %              | 18 %               | 1,5 %                    | 6 %              | 6 %                           | 1,5 %                  | 6 %                   | 1 %                    | 18,5 %               | 5 %                | 4 %                     | 14 %                   | 2 %                |
| Ifop                | 11 et 12 avril    | 8 %                    | 0,5 %                   | 3,5 %                    | 5,5 %            | 17 %               | 2 %                      | 7 %              | 8 %                           | 2 %                    | 6,5 %                 | 0,5 %                  | 19 %                 | 3,5 %              | 4,5 %                   | 9,5 %                  | 3 %                |
| CSA                 | 10 et 11 avril    | 8 %                    | 0,5 %                   | 1,5 %                    | 5,5 %            | 19 %               | 1 %                      | 6,5 %            | 7 %                           | 1,5 %                  | 5,5 %                 | 1 %                    | 21 %                 | 3,5 %              | 3,5 %                   | 12 %                   | 3 %                |
| Sofres              | 10 et 11 avril    | 8 %                    | 0,5 %                   | 2,5 %                    | 6 %              | 19 %               | 1,5 %                    | 4,5 %            | 6 %                           | 1,5 %                  | 5 %                   | 0,5 %                  | 22 %                 | 5 %                | 3 %                     | 13 %                   | 2 %                |
| Ipsos               | 5 et 6 avril      | 11 %                   | 0 %                     | 1 %                      | 5 %              | 19 %               | 0,5 %                    | 5 %              | 8,5 %                         | 1 %                    | 5 %                   | 0,5 %                  | 23 %                 | 3,5 %              | 3,5 %                   | 12 %                   | 1,5 %              |
| Ifop                | 5 et 6 avril      | 8,5 %                  | 0,5 %                   | 1 %                      | 5 %              | 17,5 %             | 1 %                      | 8 %              | 8 %                           | 1,5 %                  | 5 %                   | 1 %                    | 21 %                 | 3,5 %              | 4 %                     | 13 %                   | 1 %                |
| BVA                 | du 4 au 6 avril   | 11 %                   | -                       | 1 %                      | 5 %              | 20 %               | 1 %                      | 6,5 %            | 6 %                           | 1,5 %                  | 5 %                   | 0,5 %                  | 20 %                 | 3,5 %              | 3,5 %                   | 12 %                   | 3 %                |
| CSA                 | 3 et 4 avril      | 8,5 %                  | 0,5 %                   | 1 %                      | 4 %              | 18,5 %             | 0,5 %                    | 8,5 %            | 8 %                           | 1,5 %                  | 4,5 %                 | 1,5 %                  | 22 %                 | 3 %                | 5 %                     | 11,5 %                 | 1,5 %              |
| Sofres              | 3 et 4 avril      | 9 %                    | 0 %                     | 0,5 %                    | 6 %              | 19 %               | 1 %                      | 5,5 %            | 7 %                           | 1 %                    | 4 %                   | 1,5 %                  | 24 %                 | 4 %                | 4 %                     | 12 %                   | 1 %                |

#### Mars
| Sondeur      | Date                      | Arlette Laguiller      | Daniel Gluckstein       | Olivier Besancenot       | Marie-Robert Hue | Lionel Jospin      | Christiane Taubira       | Noël Mamère      | Jean-Pierre Chevènement       | Corinne Lepage         | François Bayrou       | Christine Boutin       | Jacques Chirac       | Alain Madelin      | Charles Pasqua       | Jean Saint-Josse        | Jean-Marie Le Pen      | Bruno Mégret       |
| Sondeur      | Date                      | Arlette Laguiller (LO) | Daniel Gluckstein (POI) | Olivier Besancenot (LCR) | Robert Hue (PCF) | Lionel Jospin (PS) | Christiane Taubira (PRG) | Noël Mamère (LV) | Jean-Pierre Chevènement (MDC) | Corinne Lepage (Cap21) | François Bayrou (UDF) | Christine Boutin (FRS) | Jacques Chirac (RPR) | Alain Madelin (DL) | Charles Pasqua (RPF) | Jean Saint-Josse (CPNT) | Jean-Marie Le Pen (FN) | Bruno Mégret (MNR) |
| ------------ | ------------------------- | ---------------------- | ----------------------- | ------------------------ | ---------------- | ------------------ | ------------------------ | ---------------- | ----------------------------- | ---------------------- | --------------------- | ---------------------- | -------------------- | ------------------ | -------------------- | ----------------------- | ---------------------- | ------------------ |
| Sondeur      | Date                      |                        |                         |                          |                  |                    |                          |                  |                               |                        |                       |                        |                      |                    |                      |                         |                        |                    |
| Ipsos        | 29 et 30 mars             | 10 %                   | -                       | 1 %                      | 5 %              | 20 %               | 0,5 %                    | 5 %              | 8 %                           | 0,5 %                  | 5 %                   | 1 %                    | 24 %                 | 3 %                | 2 %                  | 3,5 %                   | 10 %                   | 1,5 %              |
| Louis Harris | 29 et 30 mars             | 10 %                   | -                       | 1 %                      | 6 %              | 21 %               | 0,5 %                    | 6 %              | 8 %                           | 1 %                    | 4,5 %                 | 1,5 %                  | 21 %                 | 3,5 %              | 2 %                  | 3 %                     | 10 %                   | 1 %                |
| BVA          | du 28 au 30 mars          | 11 %                   | -                       | 0,5 %                    | 6 %              | 20 %               | 0,5 %                    | 6,5 %            | 6,5 %                         | 0,5 %                  | 5 %                   | 1 %                    | 20 %                 | 4 %                | 2 %                  | 2 %                     | 13 %                   | 1,5 %              |
| Ifop         | 28 et 29 mars             | 10 %                   | -                       | 1 %                      | 4,5 %            | 20,5 %             | 1 %                      | 7 %              | 9 %                           | 1 %                    | 5,5 %                 | 0,5 %                  | 21 %                 | 2 %                | 2 %                  | 2,5 %                   | 10 %                   | 1 %                |
| CSA          | 27 et 28 mars             | 9 %                    | 0,5 %                   | 1 %                      | 5 %              | 20 %               | 0,5 %                    | 5 %              | 9 %                           | 1 %                    | 4,5 %                 | 1,5 %                  | 20 %                 | 3,5 %              | 1,5 %                | 4,5 %                   | 12 %                   | 1,5 %              |
| Sofres       | 27 et 28 mars             | 10 %                   | 0 %                     | 1 %                      | 6 %              | 20 %               | 0,5 %                    | 6 %              | 8,5 %                         | 0,5 %                  | 4,5 %                 | 0,5 %                  | 21 %                 | 4 %                | 2 %                  | 4 %                     | 11 %                   | 0,5 %              |
| Ifop         | 23 et 24 mars             | 10 %                   | -                       | 1 %                      | 6 %              | 19 %               | 1 %                      | 7 %              | 10 %                          | 1 %                    | 4 %                   | 1 %                    | 20 %                 | 3 %                | 3 %                  | 2 %                     | 10 %                   | -                  |
| Ipsos        | 22 et 23 mars             | 10 %                   | -                       | 0,5 %                    | 5 %              | 22 %               | 0,5 %                    | 5,5 %            | 9 %                           | 0,5 %                  | 5 %                   | 1 %                    | 24 %                 | 2,5 %              | 2 %                  | 2,5 %                   | 9 %                    | 1 %                |
| Sofres       | 22 et 23 mars             | 10 %                   | -                       | 1 %                      | 6 %              | 21 %               | 0,5 %                    | 5,5 %            | 7,5 %                         | 1 %                    | 4 %                   | 1 %                    | 23 %                 | 4 %                | 1,5 %                | 3 %                     | 10 %                   | 1 %                |
| BVA          | du 21 au 23 mars          | 10 %                   | -                       | 1 %                      | 5,5 %            | 23 %               | 1 %                      | 5,5 %            | 6,5 %                         | 1 %                    | 4 %                   | 0,5 %                  | 23 %                 | 3,5 %              | 1 %                  | 2,5 %                   | 11 %                   | 1 %                |
| Ifop         | 21 et 22 mars             | 8 %                    | 0,5 %                   | 0,5 %                    | 5 %              | 21 %               | -                        | 5 %              | 9 %                           | 0,5 %                  | 4 %                   | 0,5 %                  | 23 %                 | 2,5 %              | 3 %                  | 2 %                     | 12 %                   | 1 %                |
| CSA          | 21 et 22 mars             | 8 %                    | 0,5 %                   | 1 %                      | 5 %              | 21 %               | 0,5 %                    | 6,5 %            | 7 %                           | 0,5 %                  | 4 %                   | 1 %                    | 23 %                 | 4 %                | 2,5 %                | 3,5 %                   | 11 %                   | 1,5 %              |
| Ipsos        | 15 et 16 mars             | 9 %                    | -                       | 0,5 %                    | 5,5 %            | 21 %               | 0,5 %                    | 5,5 %            | 10 %                          | 1 %                    | 4 %                   | 1 %                    | 23 %                 | 3 %                | 3 %                  | 1,5 %                   | 10 %                   | 1,5 %              |
| Ifop         | 15 et 16 mars             | 10 %                   | 0,5 %                   | 0,5 %                    | 5 %              | 19 %               | 0,5 %                    | 6 %              | 11 %                          | 0,5 %                  | 4 %                   | 1 %                    | 22 %                 | 3 %                | 3 %                  | 3 %                     | 8 %                    | 1 %                |
| BVA          | du 14 au 16 mars          | 9 %                    | -                       | 1 %                      | 6 %              | 22 %               | 0,5 %                    | 5 %              | 7 %                           | 2 %                    | 3,5 %                 | 0,5 %                  | 25 %                 | 3,5 %              | 3 %                  | 1,5 %                   | 10 %                   | 0,5 %              |
| Sofres       | du 13 au 16 mars          | 9,5 %                  | -                       | 1 %                      | 5,5 %            | 21 %               | 0,5 %                    | 6 %              | 6,5 %                         | 0,5 %                  | 4,5 %                 | 1 %                    | 23,5 %               | 4 %                | 2,5 %                | 3 %                     | 10 %                   | 1 %                |
| Sofres       | 14 et 15 mars             | 9 %                    | -                       | 1 %                      | 5,5 %            | 20 %               | 0,5 %                    | 6 %              | 7 %                           | 1 %                    | 4 %                   | 1 %                    | 24 %                 | 4 %                | 3 %                  | 2 %                     | 10 %                   | 1 %                |
| CSA          | 13 et 14 mars             | 7 %                    | 0,5 %                   | 1 %                      | 4,5 %            | 22 %               | 1 %                      | 5,5 %            | 8,5 %                         | 0,5 %                  | 3 %                   | 1 %                    | 25,5 %               | 3 %                | 2,5 %                | 3 %                     | 9,5 %                  | 2 %                |
| Louis Harris | 8 et 9 mars               | 8 %                    | -                       | 1 %                      | 5 %              | 23 %               | 0 %                      | 5 %              | 10 %                          | 1 %                    | 3 %                   | 1 %                    | 24 %                 | 3 %                | 2 %                  | 2 %                     | 10 %                   | 2 %                |
| Ipsos        | 8 et 9 mars               | 8 %                    | -                       | 0,5 %                    | 6 %              | 22 %               | 0,5 %                    | 6 %              | 11 %                          | 0,5 %                  | 3 %                   | 1 %                    | 24 %                 | 3 %                | 3 %                  | 2 %                     | 8 %                    | 1,5 %              |
| Sofres       | 8 et 9 mars               | 9 %                    | -                       | 0,5 %                    | 5,5 %            | 22 %               | 0,5 %                    | 5 %              | 7,5 %                         | 1 %                    | 4 %                   | 1 %                    | 23 %                 | 4 %                | 3 %                  | 1,5 %                   | 11 %                   | 1,5 %              |
| Ipsos        | 1er et 2 mars             | 8 %                    | -                       | 1 %                      | 6 %              | 21 %               | 0,5 %                    | 6 %              | 10 %                          | 0,5 %                  | 4 %                   | 0,5 %                  | 24 %                 | 3 %                | 2,5 %                | 3 %                     | 9 %                    | 1 %                |
| BVA          | du 28 février au 2 mars   | 8 %                    | -                       | 0,5 %                    | 6 %              | 24 %               | 0,5 %                    | 5 %              | 8 %                           | 1 %                    | 4 %                   | 1 %                    | 21 %                 | 4 %                | 2 %                  | 2,5 %                   | 11 %                   | 1,5 %              |
| Ifop         | du 28 février au 1er mars | 9 %                    | -                       | 0,5 %                    | 4 %              | 21 %               | 0,5 %                    | 7 %              | 10 %                          | 0,5 %                  | 3 %                   | 1 %                    | 22 %                 | 3 %                | 3 %                  | 3 %                     | 8 %                    | 1 %                |

#### Février
| Sondeur      | Date                       | Arlette Laguiller      | Olivier Besancenot       | Marie-Robert Hue | Lionel Jospin      | Christiane Taubira       | Noël Mamère      | Jean-Pierre Chevènement       | Corinne Lepage         | François Bayrou       | Christine Boutin       | Jacques Chirac       | Alain Madelin      | Charles Pasqua       | Jean Saint-Josse        | Jean-Marie Le Pen      | Bruno Mégret       |
| Sondeur      | Date                       | Arlette Laguiller (LO) | Olivier Besancenot (LCR) | Robert Hue (PCF) | Lionel Jospin (PS) | Christiane Taubira (PRG) | Noël Mamère (LV) | Jean-Pierre Chevènement (MDC) | Corinne Lepage (Cap21) | François Bayrou (UDF) | Christine Boutin (FRS) | Jacques Chirac (RPR) | Alain Madelin (DL) | Charles Pasqua (RPF) | Jean Saint-Josse (CPNT) | Jean-Marie Le Pen (FN) | Bruno Mégret (MNR) |
| ------------ | -------------------------- | ---------------------- | ------------------------ | ---------------- | ------------------ | ------------------------ | ---------------- | ----------------------------- | ---------------------- | --------------------- | ---------------------- | -------------------- | ------------------ | -------------------- | ----------------------- | ---------------------- | ------------------ |
| Sondeur      | Date                       |                        |                          |                  |                    |                          |                  |                               |                        |                       |                        |                      |                    |                      |                         |                        |                    |
| CSA          | 27 et 28 février           | 6 %                    | 0,5 %                    | 5,5 %            | 23,5 %             | 0,5 %                    | 6 %              | 11 %                          | 0,5 %                  | 4 %                   | 1,5 %                  | 21 %                 | 3 %                | 1,5 %                | 3,5 %                   | 10 %                   | 2 %                |
| Sofres       | 27 et 28 février           | 7 %                    | 1 %                      | 5,5 %            | 22,5 %             | 0,5 %                    | 6 %              | 10 %                          | 0,5 %                  | 3 %                   | 1 %                    | 24 %                 | 3 %                | 2 %                  | 2 %                     | 11 %                   | 1 %                |
| Ifop         | 22 et 23 février           | 7 %                    | -                        | 5 %              | 22 %               | -                        | 6 %              | 12 %                          | 1 %                    | 3 %                   | -                      | 23 %                 | 4 %                | 3 %                  | 3 %                     | 7 %                    | 1 %                |
| Ipsos        | 22 et 23 février           | 7 %                    | 0,5 %                    | 6 %              | 22 %               | 0,5 %                    | 6 %              | 11 %                          | 0,5 %                  | 3 %                   | 0,5 %                  | 25 %                 | 3 %                | 1,5 %                | 3 %                     | 9 %                    | 1,5 %              |
| Sofres       | 22 et 23 février           | 7,5 %                  | 0,5 %                    | 6 %              | 22 %               | 0,5 %                    | 5,5 %            | 10 %                          | 0,5 %                  | 3 %                   | 1 %                    | 24 %                 | 4,5 %              | 1,5 %                | 2 %                     | 11 %                   | 0,5 %              |
| Ifop         | 21 et 22 février           | 8 %                    | -                        | 5 %              | 23 %               | -                        | 6 %              | 10 %                          | -                      | 3 %                   | 1 %                    | 25 %                 | 3 %                | 2 %                  | 2 %                     | 7 %                    | 1 %                |
| Ipsos        | 15 et 16 février           | 7 %                    | 1 %                      | 6 %              | 20 %               | 0,5 %                    | 5 %              | 12 %                          | 0,5 %                  | 3 %                   | 1 %                    | 25 %                 | 3 %                | 3 %                  | 2 %                     | 10 %                   | 1 %                |
| BVA          | du 14 au 16 février        | 7 %                    | 0,5 %                    | 5 %              | 23 %               | 0,5 %                    | 6 %              | 10 %                          | 1 %                    | 4 %                   | 0,5 %                  | 24 %                 | 3 %                | 1 %                  | 2,5 %                   | 11 %                   | 1 %                |
| Sofres       | du 13 au 15 février        | 6 %                    | 0,5 %                    | 6 %              | 21,5 %             | 0 %                      | 7 %              | 10 %                          | 0,5 %                  | 3 %                   | 0,5 %                  | 26 %                 | 3 %                | 3 %                  | 3 %                     | 9 %                    | 1 %                |
| CSA          | 13 et 14 février           | 5,5 %                  | 0,5 %                    | 5 %              | 21,5 %             | 0,5 %                    | 6 %              | 10 %                          | 1 %                    | 3 %                   | 0,5 %                  | 24,5 %               | 5 %                | 1,5 %                | 3,5 %                   | 10 %                   | 2 %                |
| Ipsos        | 12 février                 | 6 %                    | 0,5 %                    | 6 %              | 23 %               | 0,5 %                    | 5 %              | 11 %                          | 1 %                    | 3 %                   | 1 %                    | 27 %                 | 3 %                | 2 %                  | 2 %                     | 8 %                    | 1 %                |
| Ipsos        | 8 et 9 février             | 6 %                    | 0,5 %                    | 7 %              | 21 %               | 0,5 %                    | 6 %              | 12 %                          | 0,5 %                  | 3 %                   | 1 %                    | 23 %                 | 4 %                | 3 %                  | 1,5 %                   | 10 %                   | 1 %                |
| Ifop         | 7 et 8 février             | 7 %                    | 1 %                      | 5 %              | 19 %               | -                        | 7 %              | 13 %                          | 1 %                    | 3 %                   | 1 %                    | 24 %                 | 4 %                | 3 %                  | 2 %                     | 7 %                    | 1 %                |
| Sofres       | 1er et 2 février           | 6 %                    | 1 %                      | 6,5 %            | 22,5 %             | -                        | 6 %              | 11 %                          | -                      | 4 %                   | -                      | 24 %                 | 5 %                | 1,5 %                | -                       | 11 %                   | 1,5 %              |
| Ipsos        | 1er et 2 février           | 6 %                    | 0,5 %                    | 6 %              | 23 %               | 0,5 %                    | 6 %              | 12 %                          | 1 %                    | 4 %                   | 1 %                    | 23 %                 | 5 %                | 3 %                  | -                       | 8 %                    | 1 %                |
| BVA          | du 31 janvier au 2 février | 7 %                    | 1 %                      | 5 %              | 22 %               | 1 %                      | 7 %              | 10 %                          | 0,5 %                  | 5 %                   | 0,5 %                  | 21 %                 | 4 %                | 2 %                  | -                       | 10 %                   | 1 %                |
| Louis Harris | 1er et 2 février           | 6 %                    | 1 %                      | 5 %              | 23 %               | 0,5 %                    | 5 %              | 13 %                          | 1 %                    | 5 %                   | 0 %                    | 23 %                 | 5 %                | 2,5 %                | -                       | 9 %                    | 1 %                |
| Ifop         | du 31 janvier au 2 février | 7 %                    | -                        | 4 %              | 22 %               | -                        | 6 %              | 11 %                          | 1 %                    | 3 %                   | 1 %                    | 24 %                 | 4 %                | 3 %                  | -                       | 10 %                   | 2 %                |

#### Janvier
| Sondeur      | Date              | Arlette Laguiller      | Olivier Besancenot       | Marie-Robert Hue | Lionel Jospin      | Christiane Taubira       | Noël Mamère      | Jean-Pierre Chevènement       | Corinne Lepage         | François Bayrou       | Christine Boutin       | Jacques Chirac       | Alain Madelin      | Charles Pasqua       | Jean-Marie Le Pen      | Bruno Mégret       |
| Sondeur      | Date              | Arlette Laguiller (LO) | Olivier Besancenot (LCR) | Robert Hue (PCF) | Lionel Jospin (PS) | Christiane Taubira (PRG) | Noël Mamère (LV) | Jean-Pierre Chevènement (MDC) | Corinne Lepage (Cap21) | François Bayrou (UDF) | Christine Boutin (FRS) | Jacques Chirac (RPR) | Alain Madelin (DL) | Charles Pasqua (RPF) | Jean-Marie Le Pen (FN) | Bruno Mégret (MNR) |
| ------------ | ----------------- | ---------------------- | ------------------------ | ---------------- | ------------------ | ------------------------ | ---------------- | ----------------------------- | ---------------------- | --------------------- | ---------------------- | -------------------- | ------------------ | -------------------- | ---------------------- | ------------------ |
| Sondeur      | Date              |                        |                          |                  |                    |                          |                  |                               |                        |                       |                        |                      |                    |                      |                        |                    |
| CSA          | 29 et 30 janvier  | 6 %                    | 0,5 %                    | 5 %              | 22 %               | 1 %                      | 7 %              | 14 %                          | 0,5 %                  | 4 %                   | -                      | 23 %                 | 5 %                | 1,5 %                | 9 %                    | 1,5 %              |
| Ipsos        | 25 et 26 janvier  | 7 %                    | 0,5 %                    | 5 %              | 22 %               | 0,5 %                    | 5 %              | 12 %                          | 1 %                    | 4 %                   | 0,5 %                  | 26 %                 | 5 %                | 1 %                  | 9 %                    | 1,5 %              |
| Ifop         | 17 et 18 janvier  | 6 %                    | -                        | 5 %              | 20 %               | -                        | 8 %              | 11 %                          | 1 %                    | 5 %                   | 1 %                    | 24 %                 | 5 %                | 3 %                  | 9 %                    | 1 %                |
| CSA          | 17 janvier        | 6 %                    | 0,5 %                    | 4,5 %            | 22 %               | 0,5 %                    | 7,5 %            | 11 %                          | 0,5 %                  | 4 %                   | -                      | 27 %                 | 5 %                | 1 %                  | 10 %                   | 0,5 %              |
| Ipsos        | 11 et 12 janvier  | 6 %                    | 0,5 %                    | 6 %              | 24 %               | 0,5 %                    | 5 %              | 10 %                          | 0,5 %                  | 5 %                   | 0,5 %                  | 28 %                 | 4 %                | 1 %                  | 8 %                    | 1 %                |
| Sofres       | 11 et 12 janvier  | 7 %                    | 0,5 %                    | 6 %              | 22 %               | -                        | 6 %              | 9 %                           | -                      | 4 %                   | -                      | 27 %                 | 4 %                | 3,5 %                | 9 %                    | 2 %                |
| Ifop         | 10 et 11 janvier  | 6 %                    | -                        | 5 %              | 21 %               | -                        | 8 %              | 11 %                          | 1 %                    | 4 %                   | 1 %                    | 27 %                 | 3 %                | 3 %                  | 8 %                    | 1 %                |
| Sofres       | 5 janvier         | 7 %                    | 0 %                      | 6 %              | 24 %               | -                        | 6 %              | 9 %                           | -                      | 3 %                   | -                      | 27 %                 | 4 %                | 3 %                  | 9 %                    | 2 %                |
| Louis Harris | 4 et 5 janvier    | 7 %                    | 0 %                      | 5 %              | 24 %               | -                        | 7 %              | 8 %                           | 1 %                    | 3 %                   | 0 %                    | 27 %                 | 4 %                | 3 %                  | 9 %                    | 2 %                |
| Ipsos        | 4 et 5 janvier    | 6 %                    | 0,5 %                    | 6 %              | 23 %               | 0,5 %                    | 5 %              | 11 %                          | 0,5 %                  | 4 %                   | 0,5 %                  | 28 %                 | 3 %                | 2 %                  | 9 %                    | 1 %                |
| BVA          | du 2 au 5 janvier | 7 %                    | 0,5 %                    | 6 %              | 24 %               | 0,5 %                    | 7 %              | 11 %                          | 0,5 %                  | 5 %                   | 0,5 %                  | 21 %                 | 4 %                | 2 %                  | 10 %                   | 1 %                |
| CSA          | 3 et 4 janvier    | 5 %                    | 1 %                      | 5,5 %            | 21,5 %             | 0,5 %                    | 6 %              | 10,5 %                        | -                      | 4 %                   | -                      | 28 %                 | 5 %                | 1 %                  | 10 %                   | 2 %                |

### 2001
| Sondeur | Date               | Arlette Laguiller      | Olivier Besancenot       | Marie-Robert Hue | Lionel Jospin      | Christiane Taubira       | Noël Mamère      | Jean-Pierre Chevènement       | Corinne Lepage         | François Bayrou       | Christine Boutin       | Jacques Chirac       | Alain Madelin      | Charles Pasqua       | Jean-Marie Le Pen      | Bruno Mégret       |
| Sondeur | Date               | Arlette Laguiller (LO) | Olivier Besancenot (LCR) | Robert Hue (PCF) | Lionel Jospin (PS) | Christiane Taubira (PRG) | Noël Mamère (LV) | Jean-Pierre Chevènement (MDC) | Corinne Lepage (Cap21) | François Bayrou (UDF) | Christine Boutin (FRS) | Jacques Chirac (RPR) | Alain Madelin (DL) | Charles Pasqua (RPF) | Jean-Marie Le Pen (FN) | Bruno Mégret (MNR) |
| ------- | ------------------ | ---------------------- | ------------------------ | ---------------- | ------------------ | ------------------------ | ---------------- | ----------------------------- | ---------------------- | --------------------- | ---------------------- | -------------------- | ------------------ | -------------------- | ---------------------- | ------------------ |
| Sondeur | Date               |                        |                          |                  |                    |                          |                  |                               |                        |                       |                        |                      |                    |                      |                        |                    |
| Ifop    | 29 et 30 décembre  | 7 %                    | -                        | 4 %              | 22,5 %             | -                        | 8 %              | 10 %                          | 1 %                    | 5 %                   | -                      | 26 %                 | 5 %                | 4 %                  | 6,5 %                  | 1 %                |
| Sofres  | 14 et 15 décembre  | 7 %                    | 0,5 %                    | 6,5 %            | 22 %               | -                        | 7 %              | 9 %                           | -                      | 3 %                   | -                      | 27 %                 | 5 %                | 3 %                  | 8,5 %                  | 1,5 %              |
| CSA     | 11 et 12 décembre  | 7 %                    | 0,5 %                    | 5,5 %            | 22 %               | -                        | 8 %              | 10 %                          | -                      | 5 %                   | -                      | 25 %                 | 5 %                | 2 %                  | 9 %                    | 1 %                |
| Ipsos   | 7 et 8 décembre    | 6 %                    | 0,5 %                    | 6 %              | 22 %               | 0,5 %                    | 6 %              | 12 %                          | 1 %                    | 4 %                   | 0,5 %                  | 27 %                 | 3 %                | 2 %                  | 8 %                    | 1,5 %              |
| Sofres  | 22 et 23 novembre  | 7 %                    | -                        | 6,5 %            | 22 %               | -                        | 6 %              | 8 %                           | -                      | 4,5 %                 | -                      | 27 %                 | 5 %                | 4 %                  | 9 %                    | 1 %                |
| CSA     | 14 et 15 novembre  | 6 %                    | 1 %                      | 5,5 %            | 23 %               | -                        | 8 %              | 10 %                          | -                      | 4,5 %                 | -                      | 25 %                 | 4,5 %              | 3 %                  | 9 %                    | 1 %                |
| Ipsos   | 9 et 10 novembre   | 5 %                    | 0,5 %                    | 6 %              | 22 %               | -                        | 7 %              | 11 %                          | 0,5 %                  | 4 %                   | 0,5 %                  | 27 %                 | 4 %                | 3 %                  | 8 %                    | 1,5 %              |
| Ipsos   | 19 et 20 octobre   | 5 %                    | 0,5 %                    | 5 %              | 23 %               | -                        | 6 %              | 12 %                          | 0,5 %                  | 5 %                   | 0,5 %                  | 26 %                 | 5 %                | 4 %                  | 6 %                    | 1,5 %              |
| Sofres  | 19 et 20 octobre   | 6 %                    | -                        | 6 %              | 23 %               | -                        | 5,5 %            | 8,5 %                         | -                      | 5 %                   | -                      | 27 %                 | 5 %                | 3 %                  | 11 %                   | -                  |
| CSA     | 17 et 18 octobre   | 7 %                    | 0,5 %                    | 5,5 %            | 23 %               | -                        | 7 %              | 9 %                           | -                      | 5 %                   | -                      | 26 %                 | 5 %                | 3 %                  | 8,5 %                  | 0,5 %              |
| Ifop    | 11 et 12 octobre   | 6 %                    | -                        | 5 %              | 23,5 %             | -                        | 8 %              | 10 %                          | 1 %                    | 6 %                   | -                      | 24 %                 | 4 %                | 5 %                  | 7,5 %                  | -                  |
| CSA     | 11 et 12 septembre | 7 %                    | 1 %                      | 6 %              | 24 %               | -                        | 4 %              | 9 %                           | -                      | 6 %                   | -                      | 26 %                 | 6 %                | 2 %                  | 8 %                    | 1 %                |
| Sofres  | 7 et 8 septembre   | 7 %                    | -                        | 6 %              | 27 %               | -                        | 2 %              | 9 %                           | -                      | 5 %                   | 0,5 %                  | 26 %                 | 5 %                | 4 %                  | 7 %                    | 1,5 %              |
| CSA     | 16 et 17 juillet   | 7 %                    | -                        | 7 %              | 26 %               | -                        | 3 %              | 6 %                           | -                      | 5 %                   | -                      | 30 %                 | 5 %                | 3 %                  | 7 %                    | 1 %                |
| Sofres  | 22 et 23 juin      | 7 %                    | -                        | 6 %              | 27 %               | -                        | 3 %              | 6 %                           | -                      | 5 %                   | 1 %                    | 26 %                 | 5 %                | 4 %                  | 10 %                   | -                  |
| CSA     | 20 et 21 juin      | 6,5 %                  | -                        | 6,5 %            | 27 %               | -                        | 4 %              | 5 %                           | -                      | 6 %                   | -                      | 28 %                 | 6 %                | 2 %                  | 7 %                    | 2 %                |
| Ipsos   | 8 et 9 juin        | 6 %                    | -                        | 6 %              | 27 %               | -                        | 5 %              | 4 %                           | -                      | 5 %                   | 3 %                    | 30 %                 | 3 %                | 3 %                  | 6 %                    | 2 %                |
| CSA     | 29 et 30 mai       | 6 %                    | -                        | 8 %              | 28 %               | -                        | 5 %              | 4 %                           | -                      | 5 %                   | -                      | 27 %                 | 5 %                | 2 %                  | 8 %                    | 2 %                |
| Sofres  | 15 et 16 mai       | 6 %                    | -                        | 5,5 %            | 27 %               | -                        | 7 %              | 5 %                           | -                      | 6 %                   | -                      | 26 %                 | 5 %                | 3 %                  | 8 %                    | 1,5 %              |
| CSA     | 26 et 27 avril     | 6 %                    | -                        | 6 %              | 25 %               | -                        | 5 %              | 5 %                           | -                      | 7 %                   | -                      | 30 %                 | 3 %                | 3 %                  | 8 %                    | 2 %                |
| Sofres  | 28 et 29 mars      | 6,5 %                  | -                        | 5 %              | 28 %               | -                        | 5,5 %            | 3 %                           | -                      | 5 %                   | -                      | 27 %                 | 5 %                | 3,5 %                | 8,5 %                  | 3 %                |
| CSA     | 26 mars            | 5 %                    | -                        | 5 %              | 28 %               | -                        | 7 %              | 3 %                           | -                      | 7 %                   | -                      | 28 %                 | 4 %                | 4 %                  | 7 %                    | 2 %                |
| Sofres  | 2 et 3 février     | 6 %                    | -                        | 7 %              | 30 %               | -                        | 5 %              | 3,5 %                         | -                      | 5 %                   | -                      | 24 %                 | 6 %                | 3,5 %                | 8 %                    | 2 %                |
| CSA     | 5 et 6 janvier     | 6 %                    | -                        | 7 %              | 29 %               | -                        | 5 %              | 3 %                           | -                      | 7 %                   | -                      | 23 %                 | 5 %                | 5 %                  | 9 %                    | 1 %                |

### 2000
| Sondeur | Date              | Arlette Laguiller      | Marie-Robert Hue | Lionel Jospin      | Noël Mamère      | Jean-Pierre Chevènement       | François Bayrou       | Jacques Chirac       | Charles Pasqua       | Jean-Marie Le Pen      | Bruno Mégret       |
| Sondeur | Date              | Arlette Laguiller (LO) | Robert Hue (PCF) | Lionel Jospin (PS) | Noël Mamère (LV) | Jean-Pierre Chevènement (MDC) | François Bayrou (UDF) | Jacques Chirac (RPR) | Charles Pasqua (RPF) | Jean-Marie Le Pen (FN) | Bruno Mégret (MNR) |
| ------- | ----------------- | ---------------------- | ---------------- | ------------------ | ---------------- | ----------------------------- | --------------------- | -------------------- | -------------------- | ---------------------- | ------------------ |
| Sondeur | Date              |                        |                  |                    |                  |                               |                       |                      |                      |                        |                    |
| CSA     | 14 et 15 novembre | 6 %                    | 5,5 %            | 28 %               | 4 %              | 5 %                           | 6 %                   | 27 %                 | 7,5 %                | 10 %                   | 1%                 |
| CSA     | 6 et 7 septembre  | 6 %                    | 5,5 %            | 25 %               | 5,5 %            | 7 %                           | 4 %                   | 30 %                 | 7,5 %                | 8,5 %                  | 1 %                |

### 1999
| Sondeur | Date       | Arlette Laguiller      | Marie-Robert Hue | Lionel Jospin      | Dominique Voynet      | François Bayrou       | Jacques Chirac       | Philippe de Villiers       | Jean-Marie Le Pen      | Bruno Mégret       |
| Sondeur | Date       | Arlette Laguiller (LO) | Robert Hue (PCF) | Lionel Jospin (PS) | Dominique Voynet (LV) | François Bayrou (UDF) | Jacques Chirac (RPR) | Philippe de Villiers (MPF) | Jean-Marie Le Pen (FN) | Bruno Mégret (MNR) |
| ------- | ---------- | ---------------------- | ---------------- | ------------------ | --------------------- | --------------------- | -------------------- | -------------------------- | ---------------------- | ------------------ |
| Sondeur | Date       |                        |                  |                    |                       |                       |                      |                            |                        |                    |
| Ipsos   | 6 et 7 mai | 4,5 %                  | 7 %              | 29 %               | 4,5 %                 | 5 %                   | 34 %                 | 5 %                        | 8 %                    | 3 %                |

## Sondages concernant le second tour

### Chirac - Le Pen
| Sondeur             | Date          |                      |                        |
| Sondeur             | Date          | Jacques Chirac (RPR) | Jean-Marie Le Pen (FN) |
| ------------------- | ------------- | -------------------- | ---------------------- |
| Sondeur             | Date          |                      |                        |
| Résultats officiels | 5 mai         | 82,21 %              | 17,79 %                |
| CSA                 | 3 mai 2002    | 80 %                 | 20 %                   |
| Ipsos               | 2 mai 2002    | 79 %                 | 21 %                   |
| CSA                 | 24 avril 2002 | 81 %                 | 19 %                   |
| TNS Sofres          | 21 avril 2002 | 78 %                 | 22 %                   |
| Ipsos               | 21 avril 2002 | 80 %                 | 20 %                   |
| CSA                 | 21 avril 2002 | 77 %                 | 23 %                   |

### Chirac - Jospin
Enquêtes menées suivant l'hypothèse abandonnée d'un second tour entre Jacques Chirac et Lionel Jospin.

#### 2002
| Sondeur    | Date          |                |               |
| Sondeur    | Date          | Jacques Chirac | Lionel Jospin |
| ---------- | ------------- | -------------- | ------------- |
| Sondeur    | Date          |                |               |
| TNS Sofres | 17-18 avril   | 50 %           | 50 %          |
| TNS Sofres | 13-15 avril   | 51 %           | 49 %          |
| TNS Sofres | 10-11 avril   | 50 %           | 50 %          |
| TNS Sofres | 3-4 avril     | 51 %           | 49 %          |
| TNS Sofres | 27-28 mars    | 49 %           | 51 %          |
| TNS Sofres | 22-23 mars    | 49 %           | 51 %          |
| TNS Sofres | 13-16 mars    | 49 %           | 51 %          |
| TNS Sofres | 14-15 mars    | 49,5 %         | 50,5 %        |
| TNS Sofres | 8-9 mars      | 48,5 %         | 51,5 %        |
| TNS Sofres | 27-28 février | 49 %           | 51 %          |
| TNS Sofres | 22-23 février | 49 %           | 51 %          |
| TNS Sofres | 13-15 février | 50 %           | 50 %          |
| TNS Sofres | 1er-2 février | 50 %           | 50 %          |
| TNS Sofres | 11-12 janvier | 51 %           | 49 %          |
| TNS Sofres | 5 janvier     | 51 %           | 49 %          |

#### 2001
| Sondeur    | Date           |                |               |
| Sondeur    | Date           | Jacques Chirac | Lionel Jospin |
| ---------- | -------------- | -------------- | ------------- |
| Sondeur    | Date           |                |               |
| TNS Sofres | 6-7 décembre   | 52 %           | 48 %          |
| TNS Sofres | 22-23 novembre | 51 %           | 49 %          |
| TNS Sofres | 29 octobre     | 52 %           | 48 %          |
| TNS Sofres | 7-8 septembre  | 49 %           | 51 %          |
| TNS Sofres | 22-23 juin     | 49 %           | 51 %          |
| TNS Sofres | 15-16 mai      | 50 %           | 50 %          |
| TNS Sofres | 28-29 mars     | 48 %           | 52 %          |
| TNS Sofres | 2-3 février    | 47 %           | 53 %          |